# ダニー・ガルシア
ダニー・ガルシア（Danny Garcia、1988年3月20日 - ）は、アメリカ合衆国のプロボクサー。ペンシルベニア州フィラデルフィア出身。元WBAスーパー・WBC世界スーパーライト級統一王者。元WBC世界ウェルター級王者。世界2階級制覇王者。
父親のアンヘル・ガルシアがトレーナーに就いている。

## 概要
「Swift（スウィフト、素早いヤツ）」という異名を持つが、どちらかと言うと、スピードよりパワーで勝負するタイプ。最大の武器は、迷いなく体重を乗せて打ち込む強烈な左右のフックで、捨てパンチがなく、一発一発のパンチがとても重く強烈な連打を上下に打ち分けることができる。また、フィジカルもメンタルもタフで、接戦や苦戦に慣れているところも大きな強みで、相手が優勢に思える展開でも、必ずパンチを打ち返して応戦し、粘りに粘って主導権を引き寄せる強さがある。

## 来歴
父親と母親はプエルトリコ生まれのプエルトリコ人。
10歳から父で元プロボクサーのアンヘル・ガルシアからボクシングの指導を受け始めた。

### アマチュア時代
2005年、U-19王者になる。
2006年、全米選手権に出場、準決勝でテレンス・クロフォードを破り優勝する。
2007年、全米選手権に出場するも準決勝でブラッド・ソロモンに敗退、北京オリンピック国内予選選考会でも2度負けて出場権獲得に失敗した。

### プロ時代

#### スーパーライト級
2007年11月17日、デビュー戦を行い、初回KO勝ちを収めデビュー戦を白星で飾った。
2009年12月2日、エンリケ・コリンとWBCインターコンチネンタルスーパーライト級ユース王座決定戦を行い、2回KO勝ちで王座を獲得した。
2010年7月30日、ホルヘ・ロメロとWBCユース・世界スーパーライト級暫定王座決定戦を行い、9回TKO勝ちを収め王座を獲得した。
2011年4月9日、MGMグランド・ガーデン・アリーナにてマルコス・マイダナVSエリック・モラレスの前座で、ネート・キャンベルと対戦し、10回3-0（99-91、98-92、100-90）の判定勝ちを収めた。
2011年10月15日、カリフォルニア州にてバーナード・ホプキンスVSチャド・ドーソンの前座で、ケンドール・ホルトとWBOインターコンチネンタルスーパーライト級王座決定戦とIBF並びにWBC世界スーパーライト級挑戦者決定戦を行い、12回2-1（113-115、2者が117-111）の判定勝ちを収めWBOインターコンチネンタル王座の獲得に成功、アミール・カーンへの挑戦権並びにエリック・モラレスへの挑戦権獲得に成功した。
2012年3月24日、テキサス州ヒューストンのレリアント・アリーナでWBC世界スーパーライト級王者エリック・モラレスに挑戦。前日計量でモラレスに体重超過があった為王座を剥奪され、ガルシアが勝ったのみ王座獲得となる条件で試合が行われた。試合は終始ガルシアペースで進み、11回にはモラレスからダウンを奪い、12回3-0（117-110、116-112、118-109）の判定勝ちを収め王座獲得に成功した。
2012年7月14日、マンダレイベイ・イベントセンターでWBA世界スーパーライト級スーパー王者のアミール・カーンと対戦し、3回に1度、4回に2度ダウンを奪い4回2分28秒TKO勝ちでWBC王座は初防衛、WBA世界スーパー王座獲得に成功、さらにリングマガジン同級世界王者を獲得した。
2012年10月20日、ニューヨークブルックリン区のバークレイズ・センターでエリック・モラレスと再戦し、4回1分23秒KO勝ちでWBA王座は初防衛、WBC王座の2度目の防衛に成功した。
2013年4月27日、バークレイズ・センターで元WBAスーパー・WBC・IBF世界ウェルター級王者でWBA世界スーパーライト6位のザブ・ジュダーと対戦し、12回3-0（114-112、115-112、116-111）の判定勝ちを収めWBA王座は2度目、WBC王座の3度目の防衛に成功した。
2013年9月14日、MGMグランド・ガーデン・アリーナでフロイド・メイウェザー・ジュニア対サウル・アルバレスの前座で、WBC世界スーパーライト級暫定王者ルーカス・マティセーと団体内王座統一戦で対戦し、12回3-0（115-111、2者が114-112）の判定勝ちを収めWBA王座は3度目、WBC王座は団体内王座統一による4度目の防衛に成功した。
2014年3月15日、両親の出生地であるプエルトリコで初の試合。バヤモンにあるコリセオ・ルーベン・ロドリゲスでWBA世界スーパーライト級4位のマウリシオ・ヘレーラと対戦し、12回2-0（2者が116-112、114-114）の判定勝ちを収めWBA王座の4度目、WBC王座の5度目の防衛に成功した。しかしこの判定は物議を醸し、ボクシングマスコミ関係者39人の内70%がヘレーラの勝ちと採点、ダニー・ガルシアの勝ちと採点したのはわずか12%であった（引き分けと採点したのが17%）。
2014年8月9日、バークレイズ・センターでFECARBOXライト級暫定王者のロッド・サルカと対戦。サルカが世界ランキングに入っていないためWBA・WBC両団体は世界タイトルマッチとして認可せずノンタイトル戦となり、142ポンドのキャッチウェイトで行われた。試合は左フックでダウンを奪い2度目のダウンは右フックでダウンを奪い、最後は左フックでサルカを失神させたのと同時にタオルが投入し試合終了。2回2分31秒KO勝ちを収めた。
2014年8月19日、WBCがWBC世界スーパーライト級1位のビクトル・ポストルと指名試合を行うよう指令を出した。同年9月12日までに交渉が纏まらなければ入札になることになった。しかし交渉が纏まらなかった事で10月1日に交渉期限が延期され、さらに10月10日まで延期された。しかしまたも交渉が纏まらず10月20日まで延期されたが、最終的にガルシア側がポストルに待料を支払い、4ヵ月間は別の相手と対戦できるよう対戦延期に合意し入札を回避した
。
2015年1月9日、ゴールデンボーイ・プロモーションズからプロモート権を破棄されたことで、同プロモーションから離脱した。
2015年4月11日、バークレイズ・センターでIBF世界スーパーライト級王者のラモン・ピーターソンと対戦。しかし143ポンドのキャッチウェイトだったため、両者共に世界王座保持者であったが王座は懸けられずノンタイトル12回戦で行われ、12回2-0（114-114、2者が115-113）の判定勝ちを収めた。
2015年6月11日、ウェルター級に転向する為にWBC世界スーパーライト級王座を返上したが、WBCから名誉王座に認定された。

#### ウェルター級
2015年8月1日、バークレイズ・センターで元WBA世界ウェルター級王者のポール・マリナッジと対戦し、9回2分22秒TKO勝ちを収めた。
2016年1月12日、WBCがダニー・ガルシア対ロバート・ゲレーロの勝者はWBC世界ウェルター級1位のアミール・カーンと指名戦で対戦するよう指令を出した。
2016年1月23日、ステイプルズ・センターでフロイド・メイウェザー・ジュニアの引退に伴い元世界4階級制覇王者でWBC世界ウェルター級6位のロバート・ゲレーロとWBC世界ウェルター級王座決定戦を行い、12回3-0（3者とも116-112）の判定勝ちを収め2階級制覇に成功した。
2016年11月12日、テンプル大学構内にあるリアコーラス・センターでサミュエル・バルガスとウェルター級契約10回戦を行い、2回2分17秒TKO勝ちを収めた。
2017年3月4日、バークレイズ・センターでWBA世界ウェルター級スーパー王者のキース・サーマンと王座統一戦を行い、プロ初黒星となる12回1-2（112-116、113-115、115-113）の判定負けを喫し王座統一に失敗、WBC王座から陥落した。この試合でサーマン、ガルシアそれぞれ200万ドル(2億3千万円)のファイトマネーを稼いだ。
2018年2月17日、マンダレイ・ベイ・イベント・センターで元WBA世界ライト級王者ブランドン・リオスとWBC世界ウェルター級挑戦者決定戦を行い、9回2分25秒TKO勝ちを収めサーマンへの挑戦権獲得に成功した。この試合でガルシアは125万ドル（約1億3000万円）、リオスは50万ドル（約5500万円）のファイトマネーを稼いだ。
2018年9月8日、バークレイズ・センターでWBC世界ウェルター級2位で元IBF世界ウェルター級王者ショーン・ポーターとWBC世界ウェルター級王座決定戦を行うも、12回0-3（112-116、113-115×2）の判定負けを喫し王座返り咲きに失敗した。
2019年4月20日、ディグニティ・ヘルス・スポーツ・パーク・テニスコートでエイドリアン・グラナドスと対戦し、7回KO勝ちを収めた。この試合でガルシアは100万ドル（約1億1千万円）、グラナドスは40万ドル（約4300万円）のファイトマネーを稼いだ。
2020年12月5日、テキサス州のAT&Tスタジアムに新型コロナウイルス禍の影響で集客が規制されている中で16,102人の観客を動員して、WBC・IBF世界ウェルター級王者エロール・スペンス・ジュニアと対戦し、12回判定負けを喫し王座獲得に失敗した。

#### スーパーウェルター級
2022年7月30日、約1年7か月ぶりに試合を行いバークレイズ・センターでホセ・ベナビデスとスーパーウェルター級12回戦で対戦し、2-0の判定勝ちを収めた。リング上のインタビューでガルシアはブランク中にうつ病を患ったことを告白し涙を流した。

#### ミドル級
2024年9月14日、約2年2か月ぶりに試合を行いT-モバイル・アリーナで行われたサウル・アルバレス対エドガー・ベルランガの前座で、WBA世界ミドル級王者のエリスランディ・ララにミドル級の規定体重である160ポンド（72.57キロ）ではなく157ポンド（71.2キロ）のキャッチウェイトで挑戦し、9回にダウンを奪われると、9回のインターバルでガルシア陣営が棄権を申し出たため、9回TKO負けを喫し王座獲得に失敗した。なおこれまでに2度対戦が計画（2023年8月5日にニューヨークのバークレイズ・センター及び同年12月9日にMGMグランド・ガーデン・アリーナでのチャンピオンシップ・ボクシングの最終回でのペイ・パー・ビュー放送）されていたが、1度目は諸般の事情で、2度目はララをペイ・パー・ビューに初起用したら赤字になるとの総合的な判断から1週間遅れのデビッド・モレル 対 セナ・アグベコ戦へ最終回に変更された為、1年越しでようやく実現となった。

## 戦績
- アマチュアボクシング：120戦 107勝 13敗
- プロボクシング：41戦 37勝 (21KO) 4敗

| 戦           | 日付           | 勝敗 | 時間    | 内容    | 対戦相手                       | 国籍           | 備考                                                                        |
| ------------ | -------------- | ---- | ------- | ------- | ------------------------------ | -------------- | --------------------------------------------------------------------------- |
| 1            | 2007年11月17日 | ☆    | 1R 1:08 | KO      | マイク・デンビー               | アメリカ合衆国 | プロデビュー戦                                                              |
| 2            | 2007年12月8日  | ☆    | 2R 2:28 | TKO     | ヘスス・ビリャレアル           | アメリカ合衆国 |                                                                             |
| 3            | 2008年1月11日  | ☆    | 2R 1:07 | KO      | マルロ・コルテス               | メキシコ       |                                                                             |
| 4            | 2008年3月15日  | ☆    | 1R 0:43 | TKO     | チャールズ・ワデ               | アメリカ合衆国 |                                                                             |
| 5            | 2008年4月19日  | ☆    | 1R 1:53 | TKO     | グアダルーペ・ディアス         | アメリカ合衆国 |                                                                             |
| 6            | 2008年5月3日   | ☆    | 6R      | 判定3-0 | フリオ・ガンボア               | ニカラグア     |                                                                             |
| 7            | 2008年9月13日  | ☆    | 1R 1:04 | TKO     | タイロン・ウィギンス           | アメリカ合衆国 |                                                                             |
| 8            | 2008年10月18日 | ☆    | 3R 2:14 | TKO     | デオン・ナッシュ               | アメリカ合衆国 |                                                                             |
| 9            | 2008年11月22日 | ☆    | 6R      | 判定3-0 | アダン・ヘルナンデス           | アメリカ合衆国 |                                                                             |
| 10           | 2008年12月6日  | ☆    | 8R      | 判定3-0 | ルイス・アルフレド・ルーゴ     | メキシコ       |                                                                             |
| 11           | 2009年2月28日  | ☆    | 8R      | 判定3-0 | クリスチャン・ファベラ         | メキシコ       |                                                                             |
| 12           | 2009年4月11日  | ☆    | 8R      | 判定3-0 | ウンベルト・タピア             | メキシコ       |                                                                             |
| 13           | 2009年6月12日  | ☆    | 2R 0:56 | TKO     | パベル・ミランダ               | メキシコ       |                                                                             |
| 14           | 2009年8月22日  | ☆    | 3R 2:59 | TKO     | オスカー・レオン               | コロンビア     |                                                                             |
| 15           | 2009年12月2日  | ☆    | 2R 0:55 | KO      | エンリケ・コリン               | メキシコ       | WBCインターコンチネンタルスーパーライト級ユース王座決定戦                   |
| 16           | 2010年2月26日  | ☆    | 10R     | 判定2-1 | アシュリー・テオファン         | イギリス       |                                                                             |
| 17           | 2010年5月7日   | ☆    | 7R 1:18 | TKO     | クリストファー・フェルナンデス | アメリカ合衆国 |                                                                             |
| 18           | 2010年7月30日  | ☆    | 9R 1:16 | TKO     | ホルヘ・ロメロ                 | メキシコ       | WBCユース・世界スーパーライト級暫定王座決定戦                               |
| 19           | 2010年10月8日  | ☆    | 4R 1:05 | KO      | マイク・アルノーティス         | ギリシャ       |                                                                             |
| 20           | 2011年2月25日  | ☆    | 2R 0:52 | TKO     | ジョン・フィゲロア             | プエルトリコ   |                                                                             |
| 21           | 2011年4月9日   | ☆    | 10R     | 判定3-0 | ネート・キャンベル             | アメリカ合衆国 |                                                                             |
| 22           | 2011年10月15日 | ☆    | 12R     | 判定2-1 | ケンドール・ホルト             | アメリカ合衆国 | WBOインターコンチネンタルスーパーライト級王座決定戦                         |
| 23           | 2012年3月24日  | ☆    | 12R     | 判定3-0 | エリック・モラレス             | メキシコ       | WBC世界スーパーライト級タイトルマッチ                                       |
| 24           | 2012年7月14日  | ☆    | 4R 2:28 | TKO     | アミール・カーン               | イギリス       | WBA・WBC世界スーパーライト級王座統一戦 WBC防衛1 WBA・リングマガジン王座獲得 |
| 25           | 2012年10月20日 | ☆    | 4R 1:23 | KO      | エリック・モラレス             | メキシコ       | WBA防衛1・WBC防衛2                                                          |
| 26           | 2013年4月27日  | ☆    | 12R     | 判定3-0 | ザブ・ジュダー                 | アメリカ合衆国 | WBA防衛2・WBC防衛3                                                          |
| 27           | 2013年9月14日  | ☆    | 12R     | 判定3-0 | ルーカス・マティセー           | アルゼンチン   | WBA・WBC世界スーパーライト級王座統一戦 WBA防衛3・WBC防衛4                   |
| 28           | 2014年3月15日  | ☆    | 12R     | 判定2-0 | マウリシオ・ヘレーラ           | アメリカ合衆国 | WBA防衛4・WBC防衛5                                                          |
| 29           | 2014年8月9日   | ☆    | 2R 2:31 | KO      | ロッド・サルカ                 | アメリカ合衆国 |                                                                             |
| 30           | 2015年4月11日  | ☆    | 12R     | 判定2-0 | ラモン・ピーターソン           | アメリカ合衆国 |                                                                             |
| 31           | 2015年8月1日   | ☆    | 9R 2:22 | TKO     | ポール・マリナッジ             | アメリカ合衆国 |                                                                             |
| 32           | 2016年1月23日  | ☆    | 12R     | 判定3-0 | ロバート・ゲレーロ             | アメリカ合衆国 | WBC世界ウェルター級王座決定戦                                               |
| 33           | 2016年11月12日 | ☆    | 2R 2:17 | TKO     | サミュエル・バルガス           | コロンビア     |                                                                             |
| 34           | 2017年3月4日   | ★    | 12R     | 判定1-2 | キース・サーマン               | アメリカ合衆国 | WBA・WBC世界ウェルター級王座統一戦 WBC陥落                                  |
| 35           | 2018年2月17日  | ☆    | 9R 2:25 | TKO     | ブランドン・リオス             | アメリカ合衆国 | WBC世界ウェルター級挑戦者決定戦                                             |
| 36           | 2018年9月8日   | ★    | 12R     | 判定0-3 | ショーン・ポーター             | アメリカ合衆国 | WBC世界ウェルター級王座決定戦                                               |
| 37           | 2019年4月20日  | ☆    | 7R 1:33 | TKO     | アドリアン・グラナドス         | メキシコ       | WBC世界ウェルター級シルバー王座決定戦                                       |
| 38           | 2020年1月25日  | ☆    | 12R     | 判定3-0 | イワン・レドカ                 | ウクライナ     | WBCシルバー防衛1                                                            |
| 39           | 2020年12月5日  | ★    | 12R     | 判定0-3 | エロール・スペンス・ジュニア   | アメリカ合衆国 | WBC・IBF世界ウェルター級タイトルマッチ                                      |
| 40           | 2022年7月30日  | ☆    | 12R     | 判定2-0 | ホセ・ベナビデス               | アメリカ合衆国 |                                                                             |
| 41           | 2024年9月14日  | ★    | 9R 終了 | TKO     | エリスランディ・ララ           | キューバ       | WBA世界ミドル級タイトルマッチ                                               |
| テンプレート |                |      |         |         |                                |                |                                                                             |

## 獲得タイトル
- WBCインターコンチネンタルスーパーライト級ユース王座
- WBCユース・世界スーパーライト級暫定王座
- WBOインターコンチネンタルスーパーライト級王座
- WBC世界スーパーライト級王座（防衛5＝返上）
- WBA世界スーパーライト級スーパー王座（防衛4＝返上）
- WBC世界ウェルター級王座（防衛0）
- WBC世界ウェルター級シルバー王座
- リングマガジン世界スーパーライト級王座

## ペイ・パー・ビュー売上げ
| 日付          | イベント                                          | 売上げ | テレビ局 |
| ------------- | ------------------------------------------------- | ------ | -------- |
| 2020年12月5日 | エロール・スペンス・ジュニア vs. ダニー・ガルシア | 25万件 | Fox      |